# Activisme (België)

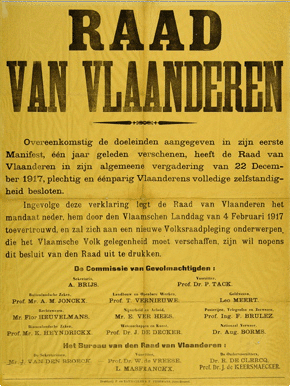
Pamflet van de Raad van Vlaanderen

Activisme was in de periode van de Eerste Wereldoorlog de benaming voor het deel van de Vlaamse Beweging dat via de collaboratie met Duitsland een aantal Vlaamse grieven en zelfs Vlaamse onafhankelijkheid hoopte te verwezenlijken (maximalisten). De flaminganten die samenwerking met de bezetter afwezen, werden door hen smalend passivisten (minimalisten) genoemd.

## Verloop
Het activisme nam een aanvang met de oprichting van de groep Jong-Vlaanderen in oktober 1914 te Gent. Deze groep stond onder leiding van dominee Jan Derk Domela Nieuwenhuis Nyegaard, een agent van de Duitsers.
De Flamenpolitik van de Duitse bezettende macht speelde een belangrijke rol bij het ontstaan van het activisme. Door allerlei vooroorlogse Vlaamse eisen in te willigen hoopten de Duitsers de Vlaamse bevolking voor zich te winnen. Via de activisten hoopte men België te kunnen blijven beheersen. De architect van de Flamenpolitik was gouverneur-generaal Moritz von Bissing. Ook de opstand van de Zuid-Afrikaanse Boeren tegen de Britten die in het najaar van 1914 begon, de zgn. Maritz-rebellie, en gelijkaardige verzetsbewegingen in Polen, Tsjechoslowakije en Ierland zetten veel flaminganten aan om in het activistische avontuur te stappen.
Terwijl heel wat activistische intellectuelen op cultureel vlak het humanitair expressionisme aanhingen, leunde het activisme sociaal-economisch sterk aan bij het Daensisme. Door de repressieve maatregelen (opeisingen, voedselrantsoenering, dwangarbeid,...) die de Duitse bezetter aan de bevolking oplegde, konden de activisten toch maar op weinig sympathie rekenen bij de Vlaamse bevolking.
Een eerste belangrijke verwezenlijking van de Flamenpolitik, die gevoerd werd buiten medeweten van de activisten om, was de vernederlandsing van de Franstalige universiteit van Gent in oktober 1916, een oude eis van de flaminganten, iets wat pas in het jaar 1930 definitief zou gebeuren. De Dendermondse jurist en letterkundige Lodewijk Dosfel speelde hierin een rol. Dosfel zou de activisten later definiëren als "zij die tijdens de (Eerste Wereld-) oorlog, in afwezigheid der Belgische regering, hervormingen op Vlaams gebied nastreefden, zonder daartoe stelselmatig de steun van (Duitse) bezettende overheid te versmaden".
In februari 1917 richtte de Duitse regering een marionettenregering op om het activisme internationale legitimiteit te verschaffen: de oprichting van de Raad van Vlaanderen op 4 februari 1917 en de reis van een afvaardiging van de Raad naar Berlijn op 3 maart 1917. Op 21 maart van datzelfde jaar werd door von Bissing de geambieerde bestuurlijke scheiding tussen Vlaanderen en Wallonië doorgevoerd. De Raad van Vlaanderen riep op 22 december 1917 - op ingeven van August Borms - de onafhankelijkheid van Vlaanderen uit, waarop de bezetter dit afzwakte tot "autonomie".
Het einde van de activistische Vlaamse Beweging valt samen met het einde van de Eerste Wereldoorlog. Op 11 november 1918 en volgende dagen werden te Gent huizen van activisten geplunderd. Het Studentenhuis aan de Sint-Pietersnieuwstraat werd bijna in brand gestoken door een woedende menigte. De leiders werden gearresteerd of gingen in ballingschap. Deze laatsten werden meestal bij verstek ter dood veroordeeld.
De Vlaamse Beweging groeide verder uit de twee andere takken: de passivisten en de Frontbeweging, ook al bestond er soms overlapping tussen de verschillende strekkingen (cfr. de Sublieme Deserteurs en de Bormsverkiezing).

## Vervolging
Na de oorlog rekende België af met de machtsgreep van de activisten en hun medewerking aan de Duitse poging om het koninkrijk te ontmantelen en in te lijven. Veel activisten waren preventief naar het buitenland gevlucht. De strafrechtelijke repressie vond plaats voor de Krijgsraden en de Hoven van Assisen, vaak bij verstek. Dit leidde tot een driehonderdtal veroordelingen. Blikvangers waren de doodstraffen voor de leden van de Raad van Vlaanderen: Borms werd veroordeeld op 6 september 1919 en een reeks anderen op 17 april 1920. Geen enkele activist is uiteindelijk terechtgesteld.
Ook de ambtenarij werd na de oorlog gezuiverd van personen die zich al te zeer in het bezettingsbestuur hadden ingeschakeld. Enkele duizenden ambtenaren kregen een tuchtmaatregel opgelegd vanwege de erejury. Behalve veel activisten ging het ook om Franstaligen die te enthousiast hadden meegewerkt aan de bestuurlijke scheiding van het land. In een driehonderdtal van de zwaarste gevallen werden de betrokkenen afgezet.

## Uitdoving en amnestie
Vanaf 1921 begonnen delen van de Vlaamse Beweging te ijveren voor amnestie, tot onvrede van de oudstrijders. De Uitdovingswet van 1929 was een compromis waarbij de resterende straffen vervielen zonder te worden uitgewist, terwijl de ontzettingen en schadevergoedingen overeind bleven. Borms kwam vrij en de "ballingen" keerden terug, maar de kwestie verdween niet van de agenda. In 1937 kwam het tot een amnestiewet die de veroordelingen schrapte uit het strafregister. Het verlies aan politieke rechten kwam eveneens te vervallen, behalve voor de ter dood veroordeelden. Daardoor bleef Borms onverkiesbaar. Tot de Tweede Wereldoorlog bleef de situatie van de activisten de gemoederen beroeren, met betogingen, straatprotesten en drie regeringen die over de kwestie vielen.

## Activisten
Bekende activisten zijn o.a.
- Leo Augusteyns
- August Borms
- Hugo van den Broeck
- Jozef Van den Broeck
- Ferdinand Brulez
- Victor Brunclair
- Aloïs Bruwier
- Gaston Burssens
- René De Clercq
- Lode Craeybeckx
- Josué De Decker
- Alphonse De Meester
- Jan Derk Domela Nieuwenhuis Nyegaard
- Lodewijk Dosfel
- Emile Dumon
- Jef Van Extergem
- Arthur Faingnaert
- Robert van Genechten
- Willem Gijssels
- Roza de Guchtenaere
- Emiel Ver Hees
- Adelfons Henderickx
- Jef Hinderdael
- Antoon Jacob
- Alfons Jeurissen
- Salomon Kok
- Jacob Lambrichts
- Albert Maene
- Hippoliet Meert
- Leo Meert
- Marcel Minnaert
- Wies Moens
- Hendrik Mommaerts
- Arthur Mulier
- Paul van Ostaijen
- Jozef Van Overstraeten
- Eugeen van Oye
- Adolf Peremans
- Leo Picard
- Frans Reinhard
- Marten Rudelsheim
- Jules Spincemaille
- Desideer Stracke
- Pieter Tack
- Antoon Thiry
- Felix Timmermans
- Herman Van den Reeck
- Constant Vansteenkiste
- Gustaaf Vermeersch

## Tegenstanders
- Louis Franck

## Voetnoten
1. ↑  Van Hees, Pieter. "De anti-burgerlijke strekking in de Vlaamse Beweging na de Eerste Wereldoorlog in betrekking tot het activisme en de Frontbeweging." Wetenschappelijke Tijdingen. Tijdschrift over de geschiedenis van de Vlaamse beweging 55 (1996): p. 25 - ojs.ugent.be
2. ↑  Michiel Deckers, "De strafrechtelijke vervolging van het activisme", in: Wetenschappelijke Tijdingen, 2002, p. 156-178, 191-211 en 2003, p. 22-31
3. ↑  Wet van 19 januari 1929 over het verval van de vervolging tot straf en van de straffen betreffende sommige misdaden en wanbedrijven gepleegd tusschen 4 Augustus 1914 en 4 Augustus 1929
4. ↑  Wet van 11 juni 1937 waarbij amnestie wordt verleend voor sommige tusschen 4 Augustus 1914 en 4 Augustus 1919 gepleegde misdaden en wanbedrijven